# Dějiny lidských práv

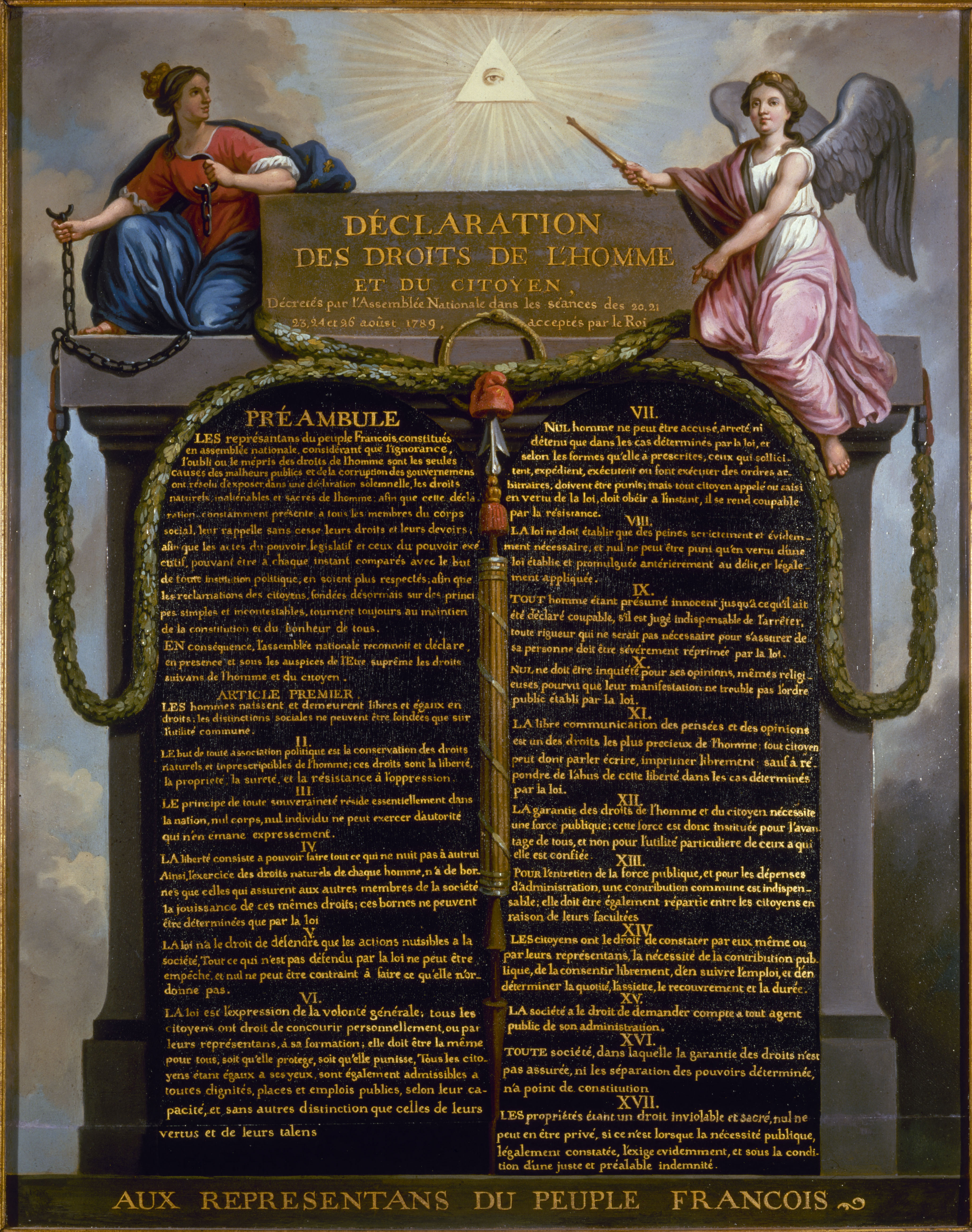
Francouzská Deklarace práv člověka a občana (1789)

Představa lidských práv jako univerzální právní ochrany všech lidí vůbec a zákonného omezení každé vládní moci má v západní civilizaci dlouhé dějiny. Připravovala se v městských společnostech ve starověku, a to ve dvojím směru: jednak jako rozšiřování různých oprávnění z rodové šlechty na širší vrstvy obyvatel, jednak jako rozšiřování obsahu těchto oprávnění. Tento vývoj se obnovil ve vrcholném středověku na křesťanském základě, pokračoval obranou práv měšťanů v období absolutismu a vedl koncem 18. století k deklaracím těchto práv ve Francii a v USA. 10. prosince 1948 přijalo Všeobecnou deklaraci lidských práv Valné shromáždění OSN.

## Právní ochrana
Právo obecně chrání práva lidí v určité politické oblasti, myšlenka lidských práv se však liší tím, že se snaží tuto ochranu rozšířit i na ty, kdo nejsou občané, případně ani svobodní a dospělí. Už ty nejstarší sumerské zákoníky obsahují některá ustanovení, která chrání nejen svobodné muže, ale i ženy, děti a nevolníky, stejně jako Zákon Mojžíšův a další staré texty. Přesto je ve starověku silně rozšířeno otroctví, které je podle Dušana Třeštíka hlavním příjmem Přemyslovců. Horní zákon krále Václava II. z roku 1300 zakazuje práci dětí v dolech. Španělské zákony z Burgosu (1512) zakazují násilí na domorodých otrocích, chrání těhotné ženy a děti, stejně jako pozdější Leyes nuevas z roku 1542. Nicméně myšlenka univerzálních lidských práv, jež by platila pro všechny lidi vůbec, historicky začíná rozšiřováním oprávnění ve starověkých městech.

## Starověká města
Ve starověkých městech původně vládla dědičná aristokracie, postupně tu však vznikala bohatá obchodní vrstva, která se domáhala podílu na vládě. Od 7. století př. n. l. v Athénách (Solón) a od 5. století př. n. l. v Římě (Zákon dvanácti desek) se dědičná privilegia šlechty ruší a nahrazují třídami občanů podle majetku. Podíl na rozhodování o veřejných věcech se tak rozšiřuje na všechny svobodné muže, i když v odstupňování podle třídy. Myšlenka občanské rovnosti se objevuje i ve filosofii, například u stoiků. Řím, který začíná jako typicky uzavřená městská obec (polis, civitas), postupně rozšiřuje své panství a poskytuje obyvatelům dobytých obcí i některá občanská a politická práva, až roku 212 rozšířil císař Caracalla občanské právo na všechny svobodné občany celé říše. Důležitou roli pro další vývoj myšlenky lidských práv sehrálo křesťanství: všichni lidé jsou si před Bohem rovni a každý se bude jednou odpovídat za svůj život před jeho soudem. Základním úkolem panovníka a vládní moci je prosazovat spravedlnost, bez níž se království stává jen „velkou ničemností“ (Augustinus).

## Středověk
Vývoj měst, přerušený pádem Římské říše a barbarskými vpády, znovu začíná od 9.-10. století v jižní a západní Evropě a s ním i snahy měšťanů o podíl na veřejných záležitostech. Koncem 11. století začíná v Boloni studium římského práva, které se pak stalo důležitým nástrojem při církve i v jejím zápase o nezávislost vůči císařské a panovnické moci. Ve spise Policraticus z roku 1159 obhajoval Jan ze Salisbury, pozdější biskup v Chartres zásadu, že i panovník podléhá zákonům a pokud je zanedbává, může být zbaven vlády. Roku 1215 si anglická šlechta na oslabeném králi Janovi vynutila uznání „Velké listiny svobod“ (Magna charta libertatum), kterou někteří pokládají za počátek lidských práv.
Ve městech vrcholného středověku vzniká také nová individualizovaná podoba osobní křesťanské zbožnosti, v níž nabývá na významu osobní svědomí. Protože se každý bude jednou odpovídat za svůj život, potřebuje svobodu, aby jej mohl vést podle svého svědomí. Odtud pak vzniká i požadavek náboženské svobody, který se ovšem mohl prosadit až novověk.

## Přirozené právo
Od pozdního středověku výrazně rostla panovnická moc i prostředky k jejímu prosazení (stálé vojsko, daně, úřednická správa atd.). Měšťané sice často stáli na straně panovníka proti šlechtě, nicméně vůči vznikajícímu absolutismu hledali způsob, jak bránit své svobody. Při vzniku myšlenky lidských práv hrála významnou úlohu i stará stoická myšlenka přirozeného práva (lex naturalis, ius naturae). Pro římské právníky znamenala „to, čemu příroda sama všechny naučila“, čili to, co je všem právním systémům společné. V křesťanském středověkém pojetí je přirozené právo odrazem Božího řádu stvoření a tudíž také normou pro každé lidské (pozitivní) právo: co mu odporuje, není právo.
Zásadní zkušeností raného novověku byly občanské a náboženské války, které postihly už ve 14. století Itálii a brzy nato Čechy, po reformaci Německo, Francii, Nizozemí, Anglii a nakonec celou Střední Evropu (třicetiletá válka). Z toho vycházejí první teoretikové pozdějších lidských práv, například Jean Bodin (Šest knih o státu, 1576), Hugo Grotius (De iure belli et pacis, 1625), Thomas Hobbes (Leviathan, 1651) nebo Samuel Pufendorf (De jure naturae et gentium, 1672). Všichni cítí potřebu silné vlády a občanského míru, takže podporují absolutní moc panovníka, který není vázán zákony, na druhé straně se ho snaží různě omezit – a to v jeho vlastním zájmu: jen spravedlivá vláda je pevná.

## Společenská smlouva
Zkušenost náboženských válek také ukázala, že státní moc je třeba oddělit od náboženství. Hobbes sice uznává absolutní nárok panovníka na poslušnost poddaných, jeho autoritu však neodvozuje od Božího pověření, nýbrž chápe jako výsledek (hypotetické) smlouvy mezi občany. Bez státu žijí lidé v neustálé „válce všech proti všem“ a uvědomí si, že ji mohou ukončit jen dohodou. V zájmu své bezpečnosti se vzdají práva na sebeobranu a dalších práv ve prospěch panovníka, který jim bezpečí života a majetku zajistí. John Locke sice také uznává neomezenou moc panovníka, přesto od něho vyžaduje, aby poddaným zajistil i další svobody, včetně náboženské. Z Lockových myšlenek vycházel britský Bill of rights z roku 1689, jímž si parlament zajistil své pravomoci vůči panovníkovi (například ve vypisování daní, petiční právo a svobodu parlamentní volby). Myšlenku společenské smlouvy proslavil francouzský filosof Jean-Jacques Rousseau ve vlivném díle „O společenské smlouvě“ (1762), z něhož vycházeli tvůrci Francouzské revoluce.
„Člověk se rodí svobodný, a přece všude žije v okovech.“

## Deklarace lidských práv
Individuální práva každé lidské osoby nebylo možné ustavit zákonem: revolucionáři 18. století byli totiž přesvědčeni, že je člověk vždycky už „má“ jako Boží tvor (Declaration of Virginia, 1776) nebo podle Rousseaua od přírody a od narození, a protože mu je nikdo nedal, nesmí mu je nikdo ani brát. Tak lidská práva zakládá jak francouzská "Deklarace práv člověka a občana" (26. srpna 1789), tak americký Bill of Rights z téhož roku, který však začal platit až v roce 1791.
Francouzská deklarace se stala terčem ostré kritiky z několika stran. Britský myslitel Jeremy Bentham ji pokládal za přímou výzvu ke vzpouře a Alasdair MacIntyre nedávno napsal, že žádná lidská práva neexistují a věřit v ně je jako „věřit na čarodějnice a jednorožce“. Z jiné strany kritizovali myšlenku lidských práv socialisté a marxisté jako neúčinnou: k čemu jsou občanské svobody, pokud lidé trpí hladem nebo nemají práci? Na to později navázala myšlenky sociálních práv, která ovšem mají poněkud jinou povahu.
Zatímco v USA se listina práv stala součástí ústavního práva, ve Francii ani v ostatních evropských státech tomu tak nebylo a lidská práva se stala předmětem zákonodárství až po druhé světové válce. Zkušenosti s totalitními režimy totiž ukázaly, jak je třeba bránit základní práva každého člověka – nejenom občanů demokratických států. Teoretické otázky jejich zdůvodnění i výkladu jsou ovšem i dnes předmětem odborných diskusí.